# Хардлайн
Хардлайн — движение, которое имело свои корни в Южной Калифорнии на хардкор-панк сцене в начале 1990-х. Хотя хардлайн имеет отношение к движению стрэйтэйдж, многие взгляды хардлайнеров кардинально противоречат как ему, так и идеологии панка в целом.

## История возникновения

### Зарождение идеи
Хардлайн-движение возникло в США на закате второй волны хардкор-панк-сцены идеологии стрэйтэйдж в начале 1990-х годов. Шон Муттаки на основании нескольких противоречий, которые были в то время между стрэйтэйдж и его личной философией, а именно: пассивные взгляды многих стрэйтэйджеров на вопросы защиты животных и Земли, pro-choice позиция, которая была тогда негласно внесена в идеологию стрэйтэйдж, — решает организовать свой звукозаписывающий лейбл под название Hardline Records. На этом лейбле в 1990 году он выпускает пластинку группы Vegan Reich, в которой сам принимал участие в качестве вокалиста, с одноимённым названием Hardline. Этот момент можно назвать отправной точкой культуры Хардлайн, так как буклетом к пластинке Hardline шёл Hardline-манифест, написанный Шоном. В нём он указал основные аспекты и идеи движения. В них входили: отказ от всех разрешенных (табак, кофеин, алкоголь, некоторые лекарства) и запрещенных наркотиков, веганизм, pro-life позиции, борьба за свободу человека, глубокие экологические принципы.

### Популяризация хардлайна
После релиза пластинки группы Vegan Reich, у хардлайн-идеологии начали появляться сторонники, в основном из числа тех, кто был не удовлетворен несколько пацифичными идеями стрэйтэйджа. Примерно в то же время Шон знакомится с Rat’ом. Rat — панк из Великобритании, участвовал к тому времени в проекте Unborn. После разговора с ним, Шон понимает, что независимо от него были другие люди, которые жили, придерживаясь принципам, описанных в манифесте. Rat ещё в 1988 году употреблял термин vegan straight edge по отношению к музыке, однако, Шон до сих пор считается первопроходцем в смешивании идей веганизма и музыки. Таким образом, Шон и Rat решают дать жизнь движению Hardline, которое позже приобретет богатую историю. Некоторое время спустя, Шону приходит демозапись группы Raid из штата Теннесси под названием That’s The Law. Ребята встречаются с Шоном и описывают ему свои хардлайн-позиции, он выпускает их запись на том же лейбле. Стив Ловетт, вокалист группы Raid, говорил, что они первыми стали пропагандировать идеи веганизма в хардкор-сцене. И отчасти это действительно так, Raid стали первыми, кто пел о вооруженной зоозащите. Третьим релизом Hardline Records стала 7-ми дюймовая пластинка one-man проекта Statement, который был запущен Rat’ом. После этого было решено переименовать лейбл в Uprising Records, и начать жизнь нового движения под названием Hardline.

### Выпуск журнала Vanguard и массовые задержания
Ребята, скооперировавшись, решили начать выпуск хардлайн-зина для популяризации идеологии. Первым зином стал Vanguard, в его первом выпуске дублировался хардлайн-манифест, были и другие тематические статьи. Позже, Шон уехал на Ямайку продвигать идеи Растафарианства, передав руководство зином Vanguard в руки Дэвида Агранова. Под руководством Дэвида цели хардлайн-движения сместились в сторону активизма, так многие члены движения были вовлечены в Earth First!, CAFT (The Coalition to Abolish the Fur Trade), the Animal Defense League, Vegans For Life и некоторые анти-империалистические организации.
На самом деле, Шон всегда был духовным человеком, поэтому принятие ислама не было новостью для его близких друзей. Именно из-за этого хардлайн, в некоторой мере, стал отражением идей этой религии, и во многих зинах возникали цитаты из Корана. Дэвид же вместе с Rat’ом после отъезда Шона стали пропагандировать атеизм и, как было указано выше, активные и радикальные действия в отношении защиты животных, Земли, против абортов. По всему миру появились многочисленные хардлайн-ячейки, движение достигло высшей точки развития. В этот момент произошли массовые освобождения животных и акции прямого действия, в результате которых были задержаны многие хардлайнеры.

### Официальный роспуск движения и дальнейшая его судьба
Шон, вернувшись с Ямайки, был поражен тем, во что превратили его спиритический хардлайн. Поэтому, в восьмом выпуске Vanguard’а, который назвали «The Criterion» было объявлено о переформировании движения, образовании Hardline Central Committee (HCC) и обособлении идей Дэвида. Шон же объявил о роспуске хардлайн-ячеек и сказал, что движение исчерпало себя. Остальные ребята не отказались от своих идей, некоторые из них стали сторонниками militant straight edge или vegan straight edge философии.

### Hardline в Европе, Южной Америке и Азии
Начиная с 1996—1997 годов, в Европе хардкор сцена подхватила хардлайн идеи. Развитые хардлайн и веган эдж сцены появились в Бельгии, Германии, Польше, Швеции, Чили. Позже, Центральным Комитетом была налажена связь с Южнокорейской ячейкой. В России хардлайн появился лишь в ранних 2000-х. Причем не было как такового ни одного хардлайн-коллектива, но были веган стрэйтэйдж проекты с участниками-хардлайнерами. Центрами развития хардлайна в России явились такие города, как: Мурманск, Москва, Санкт-Петербург, Курск и некоторые другие.

### Militant и vegan straight edge
Многие считают, что vegan straight edge движение отделилось от хардлайна, на самом деле это верно лишь отчасти, так как уже было указано, что ещё в 80-х Rat использовал этот термин по отношению к некоторым сторонникам стрэйтэйджа, также, участники группы Hardball в тех же 80-х пели о зоозащите и веганизме, будучи стрэйтэйджерами. Однако, именно после возникновения хардлайна, vegan straight edge стал настолько известным и популярным. Многие ребята, которые не были готовы поддерживать все аспекты хардлайн-идеологии или являлись pro-choice’ерами стали веган-эджерами.
Militant straight edge же действительно имеет своим прародителем хардлайн. Металкор-группа Earth Crisis стала самым весомым коллективом в популяризации militant straight edge’а и хардлайна. В настоящее время движение утратило свою популярность и первоначальный энтузиазм.

## Идеология
Кратко хардлайн-движение может быть описано как синтез глубокой нравственной и физической чистоты. Хардлайн, бескомпромиссная философия — движение, сторонники которого отказываются от курения, алкоголя, всех видов наркотиков (в том числе чай, кофе, а также некоторые от сахара), синтетических медицинских препаратов, а также от продуктов «рабского труда» (шоколад, рис, бананы и другие тропические фрукты). Хардлайнеры употребляют только пищу растительного происхождения (строгий веганизм). В отношении секса политика хардлайна очень консервативна: хардлайнеры очень критично относятся к сексу. Они считают, что секс разрешён только с целью размножения, а также критично настроены против контрацепции и абортов. Гомосексуальность не подвергается критике со стороны хардлайнеров, однако, не поддерживается его пропаганда. Большая часть хардлайнеров являются активными участниками Фронта Освобождения Животных и Фронта Освобождения Земли. Активисты освобождают животных из научных лабораторий и звероферм, находят им жилища и ветеринарную помощь, нанося экономический ущерб предприятиям, магазинам, задействованных в отраслях промышленности, использующих животных и причиняющих вред окружающей среде.

## Критика
Крейг О’Хара в своей книге «Философия панка, больше чем шум!» писал: «хардлайнеры не считают женщину „одинаковой“ с мужчиной, тем самым опуская феминисток и профеминистов, которые пытаются отрицать предопределённые природой роли и разрушают структуру семьи». О’Хара считает, что поддержка этих ролей не соответствует представлениям панков о равенстве и является исключительно сексистской идеей, которая может легко оправдывать господство над женщинами. Хардлайн критикуют, в частности, эко-феминисты, считающие, что их идеи очевидным образом противоречат друг другу; между освобождением природы от эксплуатации и ограничением женщин от их ролей, «предопределённых природой». Также хадлайнеры рассматривают гомосексуальность как отклонение от природных норм и считают, что с ним необходимо бороться, чем вызывают массу негодований среди представителей сексуальных меньшинств.
Лидер Vegan Reich Шон Муттаки в одном из интервью заявил:
Хардлайн верит в анархизм, как высшую цель, но понимает то, что в данный момент во всём мире слишком много слабых людей, которые неспособны противостоять гедонизму. Исходя из этого, первой ступенью будет диктатура Веганов [Vegan Reich], которые помогут ускорить естественный процесс эволюции путём обучения тех, кто может, и уничтожением безнадежных людей...
Эта идея противоречит и движению стрэйтэйдж и всему панк-движению, поскольку диктатура в этих субкультурах не поддерживается.

## Фэнзиныхардлайнеров
«Vanguard», «Praxis», «Destroy Babylon», «Contention Builder», «Declaration», «Unveil The Lies», «Defense, Rescue, and Survival», «S.E.A.L.» [Straight Edge Animal Liberation], «Caring Edge», «Vanguard», «Eco-War», «VoiceboX», «A Call For Justice», «Xdeclaration of warX», «Ksatriya (Россия)», "Natural order (Россия), Новый Рассвет (Беларусь), Nota Bene (Россия), «Наш Голос» (Россия).

## Музыкальные Hardline-коллективы
Хардкор-группы: Vegan Reich (США), Raid (Теннесси, США), Recoil (Теннесси, США), Pure Blood (Теннесси, США), New Dawn (США), Uprising (Нью-Йорк, США), Talisman (Нью-Йорк, США), Statement (Великобритания), Prevail (Польша), Gatekeeper (Индиана, США), xThe Battlex (Швеция).
Рэп-исполнители и группы: Naj One (США), Força Vegan (Бразилия), Domaren och Bödeln (Швеция), Принцип Ахимсы (Брест, Беларусь)